# شطرنج العارفين (كتاب)
شطرنج العارفين، كتاب في التصوف ينسب إلى الشيخ محيي الدين ابن عربي، (558-638 هـ)، يهدف مؤلفهُ إلى الدلالة على الله والارشاد إلى صراطهِ المستقيم بصدق التوجه إلى الله، وبمجاهدة النفس الامارة فيما تهواه، ومعرفة دسائسها ومفازات الطريق وآفاتها.
ولا يوجد سوى مصدر واحد يشير إلى أن كتاب شطرنج العارفين هو من تأليف المتصوف محيي الدين بن عربي وهو كتاب أنيس الخائفين وسمير العاكفين في شرح شطرنج العارفين، للشيخ محمد بن أحمد الهاشمي التلمساني (1298- 1381 هـ).

## وصلات خارجية
- ما هو شطرنج العارفين؟